# Roches gravées du Galion
Les roches gravées du Galion est un site archéologique de Martinique représentent un des trois sites d’art rupestre amérindien connus sur l'île avec celui de Montravail, à Sainte-Luce et celui de Châteaubœuf découvert très récemment à Fort-de-France
Ce site est inscrit au titre des monuments historiques par un arrêté du 10 janvier 2020.

## Histoire
Le site du Galion, à Trinité a été identifié en 1992, au bas d’un champ de canne, par un employé de l’exploitation agricole.

## Description
Trois rochers gravés y ont été identifiés.